# 制服地圖
制服地圖（英語：Uniform Map）是一個在台灣開發的關於學生制服的網站，創立於2013年。起初為一頁式以Google地圖為基礎的網站，將台灣各高中職依地址插旗在地圖上。經過多年的陸續發展，目前已有世界各國的學校制服資料，包括超過20個國家的制服地圖網頁，以及ACG制服資料。制服地圖的網誌裡有台灣與一些國家的各校制服介紹文章，以及制服相關討論與資訊介紹文章，還有攝影師投稿的制服攝影作品和影音等。

## 簡介
制服地圖一開始是一個實驗性質的單頁式以Google地圖為基礎的網站，創始人為了整理台灣高校制服資料與Google地圖結合完成後製作出來的網站，在台灣高校建檔完成後，便開始收錄世界各地的學校制服資料，目前（截至2018年5月）網站上已有橫跨世界五大洲超過 20 個地圖主題，並收錄超過 10000 所學校的制服資料。
自2016年起開始收錄ACG作品裡的制服資訊。

## 收錄國家
制服地圖網站在2013年5月創站時，先完成全台灣高中職制服的收錄，接下來也將全台國中制服全數收錄。後來陸續開發了同為華人圈並且跟台灣往來密切的國家如香港、澳門、馬來西亞和新加坡的制服地圖。在這些國家的制服地圖完成全數收錄後，2015年底到2016年初制服地圖網站的觸角更往東北亞的日本、韓國以及大洋洲的澳洲、紐西蘭等國延伸。接著又開發了學生制服發源所在的英國的制服地圖，後來甚至美國、加拿大和南非等國也都有。截至目前（2018年9月）為止，制服地圖網站共開發了多達24個國家的制服地圖，共收集超過10000間學校的制服相片，範圍遍及五大洲。其中台灣高中和國中、香港中學、澳門、新加坡、澳洲、紐西蘭、日本高校等制服地圖已經完成全數收錄。
2018年9月6日，制服地圖在全世界收錄的學校制服達到10000所，是制服地圖網站歷史重要的一大里程碑。
2020年8月2日，日本高校制服地圖達成全數收錄完成，總共收錄多達4745間高中制服資訊，是所有已收錄完成的國家當中學校數最多的。
| 制服地圖（國家） | 創立時間       | 已收錄學校數（截至2021年6月6日） | 備註                       |
| ---------------- | -------------- | -------------------------------- | -------------------------- |
| 台灣高校         | 2013年5月1日   | 555                              | 2013年8月2日全數收錄完成   |
| 台灣國中         | 2014年9月24日  | 809                              | 2015年6月11日全數收錄完成  |
| 台灣小學         | 2017年3月7日   | 437                              |                            |
| 日本高校         | 2016年1月8日   | 4751                             | 2020年8月2日全數收錄完成   |
| 日本中學（初中） | 2016年1月21日  | 1128                             |                            |
| 韓國高校         | 2015年12月5日  | 160                              |                            |
| 韓國中學（初中） | 2016年6月7日   | 20                               |                            |
| 香港中學         | 2014年2月5日   | 483                              | 2015年10月29日全數收錄完成 |
| 香港小學         | 2017年8月22日  | 114                              |                            |
| 澳門             | 2015年10月22日 | 43                               | 2015年11月18日全數收錄完成 |
| 中國             | 2016年6月26日  | 87                               |                            |
| 菲律賓           | 2015年12月31日 | 189                              |                            |
| 越南             | 2018年5月19日  | 6                                |                            |
| 泰國             | 2016年5月27日  | 26                               |                            |
| 馬來西亞         | 2015年3月6日   | 483                              |                            |
| 汶萊             | 2015年7月18日  | 18                               |                            |
| 新加坡           | 2015年10月21日 | 176                              | 2016年1月30日全數收錄完成  |
| 印尼             | 2015年11月15日 | 37                               |                            |
| 澳洲             | 2015年11月21日 | 2078                             | 2018年5月8日全數收錄完成   |
| 紐西蘭           | 2015年11月25日 | 386                              | 2016年3月25日全數收錄完成  |
| 英國             | 2016年2月14日  | 3070                             |                            |
| 愛爾蘭           | 2016年2月29日  | 160                              |                            |
| 法國             | 2019年1月19日  | 4                                |                            |
| 西班牙           | 2017年2月5日   | 6                                |                            |
| 葡萄牙           | 2016年2月26日  | 3                                |                            |
| 美國             | 2016年12月31日 | 159                              |                            |
| 加拿大           | 2016年3月6日   | 116                              |                            |
| 阿根廷           | 2017年12月19日 | 3                                |                            |
| 智利             | 2017年10月22日 | 4                                |                            |
| 南非             | 2016年3月10日  | 556                              |                            |

## 制服大賞

### 第1屆（2014年）
制服地圖自 2014 年起舉行「台灣高校制服大賞」目的是引起大家對台灣高校制服的注意，第一屆制服大賞全國最高得票為位於桃園市的永平工商。
| 排名 | 學校           |
| ---- | -------------- |
| 1    | 桃園市永平工商 |
| 2    | 桃園市治平高中 |
| 3    | 桃園市啟英高中 |
| 4    | 台南市家齊女中 |
| 5    | 高雄市高苑工商 |
| 6    | 桃園市中壢高中 |
| 7    | 新竹市新竹高工 |
| 8    | 台中市文華高中 |
| 9    | 新竹縣竹北高中 |
| 10   | 基隆市基隆女中 |

### 第2屆（2015年）
2015 年第二屆制服大賞，分為第一階段最美水手服，第二階段最美格子裙，第三階段全國最高人氣制服三個項目，水手服冠軍為家齊高中，格子裙冠軍為南英商工，全國人氣冠軍為高苑工商。
| 排名 | 學校           | 備註         |
| ---- | -------------- | ------------ |
| 1    | 高雄市高苑工商 | 全國人氣冠軍 |
| 2    | 台南市家齊女中 | 水手服冠軍   |
| 3    | 桃園市治平高中 |              |
| 4    | 台北市稻江護家 |              |
| 5    | 新北市穀保家商 |              |
| 6    | 台北市北一女中 |              |
| 7    | 基隆市基隆海事 |              |
| 8    | 新竹市光復高中 |              |
| 9    | 新北市莊敬高職 |              |
| 10   | 高雄市樹德家商 |              |

註：總排名採計投票50%、瀏覽量（以Google Analysis為準）10%、評審評分40%。

### 第3屆（2016年）
2016年第三屆台灣高校制服大賞與三立新聞網合作，分為預賽和決賽。預賽由全台500多所高中職和五專選出票數最高的12所晉級決賽，預賽前12名分別為：高雄市高苑工商、台南市家齊高中、台南市南英商工、高雄市高師大附中、桃園市治平高中、嘉義市東吳高職、屏東縣屏北高中、台北市北一女中、新北市淡江高中、台北市景美女中、台北市中山女中、台中市長億高中。
決賽則將晉級決賽的學校分為最佳人氣王、最萌女校服、最鮮男校服三個項目票選。最終台南市家齊高中勇奪最佳人氣王、最萌女校服雙料冠軍，台南市南英商工則奪下最鮮男校服冠軍。
| 決賽最終總排名 | 學校             | 預賽排名 | 備註                           |
| -------------- | ---------------- | -------- | ------------------------------ |
| 1              | 台南市家齊高中   | 2        | 最佳人氣王、最萌女校服雙料冠軍 |
| 2              | 嘉義市東吳高職   | 6        |                                |
| 3              | 屏東縣屏北高中   | 7        |                                |
| 4              | 高雄市高苑工商   | 1        |                                |
| 5              | 台南市南英商工   | 3        | 最鮮男校服冠軍                 |
| 6              | 新北市淡江高中   | 9        |                                |
| 7              | 台北市中山女中   | 11       |                                |
| 8              | 高雄市高師大附中 | 4        |                                |
| 9              | 台北市景美女中   | 10       |                                |
| 10             | 桃園市治平高中   | 5        |                                |
| 11             | 台北市北一女中   | 8        |                                |
| 12             | 台中市長億高中   | 12       |                                |

### 第4屆（2017年）
2017年第四屆台灣高校制服大賞，共分成兩階段賽程。第一階段為全台海選人氣制服星，北部、中部、南部各選出最高票的制服女星和男星。第二階段為全國最夯制服票選，及同以往的全台制服人氣票選模式。
|      | 冠軍           | 亞軍           |
| ---- | -------------- | -------------- |
| 北部 | 桃園市永平工商 | 桃園市漢英高中 |
| 中部 | 苗栗縣君毅高中 | 台中市慈明高中 |
| 南部 | 台南市南英商工 | 台南市家齊高中 |

其中桃園市永平工商以13366票為全台最高票，第二度在台灣高校制服大賞中勇奪全台冠軍。

### 第5屆（2018年）
2018年第5屆的制服大賞由教育部主辦，國立清華大學承辦，並將對象擴大至國中制服。本屆活動主軸為「生活美學，全民參與」，規劃了「校服之美」攝影、「我的第二校服」設計及「校服文創商品設計」三項競賽。期望參賽者能在今年的活動中發揮創意與美感，讓全民看到制服的美好。
| 名次 | 作品名稱                       | 代表學校           | 作者         | 備註               |
| ---- | ------------------------------ | ------------------ | ------------ | ------------------ |
| 1    | 青春.正盛                      | 台北市育達高職     | 育達高職     | 同時榮獲網路人氣獎 |
| 2    | 卡其色的夢想                   | 台南市台南一中     | Edward chen  |                    |
| 3    | 小世界                         | 台南市德光高中     | KD.w         |                    |
| 4    | 不想上課的日子，臺灣的學生日常 | 桃園市治平高中     | 鴉鴉子       |                    |
| 5    | 藍色，妳和她。                 | 宜蘭縣蘭陽女中     | 安           |                    |
| 6    | 尋心歸處                       | 新北市復興商工     | 林巽嵐       |                    |
| 7    | 閨蜜紀念                       | 新竹市磐石高中     | 阿哲         |                    |
| 8    | 一日北捷少女                   | 台北市協和祐德高中 | 許哲耀       |                    |
| 9    | 水手服＆戰艦                   | 台南市家齊高中     | 蔡小孟       |                    |
| 10   | 拾捌                           | 雲林縣正心高中     | shbpakailinx |                    |

## 爭議
2025年3月7日，制服地圖被發現盗用大量女學生的照片。3月8日，制服地圖發出公告，指有帳號未經同意就上傳被盗用的照片，網站已刪除照片，並對受影響者致歉。目前制服地圖已被關閉。3月8日新北市政府警察局刑事警察大隊逮捕制服地圖架設者江舜智，3月9日依《中華民國刑法》妨害風化罪、《著作權法》、《個人資料保護法》等罪嫌移請臺灣新北地方檢察署偵辦。
江舜智接受BBC News 中文訪問表示，制服地圖的照片主要來自用戶投稿，且網站並未設置審核機制；過去若有當事人要求撤除照片，他便會立即處理，因此未意識到潛在的風險。他坦承在版權與肖像權問題上有「很大的疏忽」，並表示自己多年來已較少關注制服地圖，未料此事引發爭議。他透露，制服地圖關閉前會員數已超過十萬人、站內照片約九萬多張，但上傳者可選擇不提供來源資訊，使部分照片的取得方式不明。他強調，制服地圖原本的設計是「便於記錄各校制服」，並未考慮到可能侵犯個人隱私。
2025年3月10日，江舜智以「紅色死神」名義在個人部落格發表聲明文章。文章中，他回顧制服地圖成立初衷，強調早期照片來自公開來源，後續已逐步取得授權，並設有撤照機制。他認為，這次事件可能是有人惡意上傳爭議內容，導致社群批評加劇，進而演變為人身攻擊。面對外界指控，他否認相關指責，並表示自己受到網路輿論的不實抹黑。最終，他決定永久關閉制服地圖，並向受影響的個人與學校道歉。
除此之外，江舜智以制服地圖為題撰寫碩士論文，此舉進一步引發學術倫理爭議。由於該研究涉及未成年學生的未授權照片，中華民國教育部已發函國立臺北教育大學，要求調查論文是否符合學術規範。
2025年3月13日，立法院教育及文化委員會審查《青年基本法》草案，多位立法委員關注制服地圖相關爭議；民主進步黨立法委員陳秀寶說，教育部應要求各縣市政府進行後續追蹤，並提供受害學生適當的救濟管道。教育部政務次長葉丙成表示，凡是涉及他人資訊的研究，均應經過正式申請與審查。

## 外部連結
- 官方网站  （页面存档备份，存于）
- 2014 畢業季 台灣高校制服大賞（页面存档备份，存于）
- ~2016年畢業季~ 高校制服大賞 （页面存档备份，存于）
- ~2017年畢業季~ 高校制服大賞 （页面存档备份，存于）
- 「制服地圖」問世　校服美女即點即看 （页面存档备份，存于）